# 井関章
井関 章（いせき あきら、1919年〈大正8年〉9月16日 - 2011年〈平成23年〉1月7日）は、日本の実業家、1級建築士。フジタ工業（現在のフジタ）副社長、フジタ顧問を務めた。

## 経歴
広島県広島市出身。1936年、広島県立広島工業学校を卒業し、同年に当時の藤田組に入り広島支店次長を経て1967年に取締役広島支店長に就任する。
フジタ工業常務、同副社長、廿日市観光開発社長を務めた。2011年1月7日、多臓器不全のため死去した。

## 人物
趣味はゴルフ、登山、園芸。住所は広島県広島市東区牛田本町1丁目、廿日市市阿品4丁目。

## 栄典
- 勲三等瑞宝章[5]

## 家族
井関家
- 妻[1]
- 長女[1]
- 長男[1]
- 二男[1]